# Ziersalmler
Die Ziersalmler (Nannostomus) sind eine Fischgattung aus dem tropischen Südamerika, die im Tribus Nannostomini zur Familie der Schlanksalmler (Lebiasinidae) gehört. Die Gattung umfasst derzeit 19 beschriebene Arten.
Ziersalmler sind relativ klein bleibende, sozial lebende Fische, von denen viele Arten aufgrund ihrer geringen Größe und kontrastreichen Färbung beliebte Aquarienfische sind. Aus der Aquaristik stammt auch der deutsche Trivialname, während sich die Besonderheit eines sehr kleinen Mauls in der wissenschaftlichen Namensgebung widerspiegelt (lateinisch nannus „klein“, griechisch stoma ‚Mund‘, ‚Öffnung‘). Im englischsprachigen Raum werden die Ziersalmler aufgrund ihres bleistiftähnlichen Erscheinungsbilds treffend als pencilfishes bezeichnet.

## Merkmale

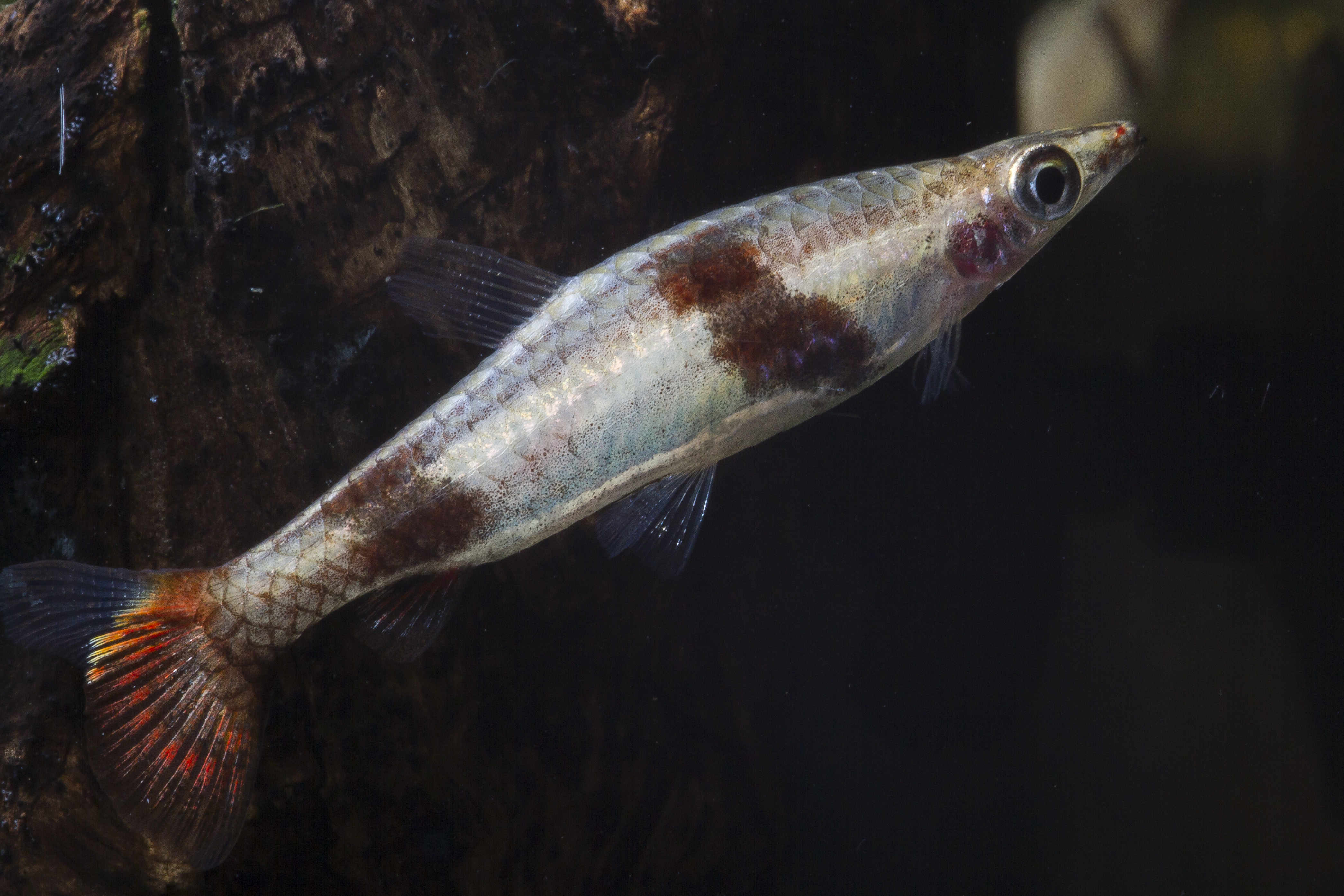
Nachtfärbung des Spitzmaul-Ziersalmlers (Nannostomus eques)

Ziersalmler haben einen schlanken, langgestreckten Körper mit rundlichem, seitlich kaum abgeflachtem Querschnitt. Ihre Schnauzenlänge ist kurz, ihr Maul klein, eng und endständig. Die Standardlänge adulter Tiere beträgt je nach Art nur 1,6 bis 6,5 cm.
Die Bezahnung der Gattung Nannostomus zeigt in Abgrenzung zu anderen Gattungen der Familie Lebiasinidae folgende Charakteristika: Zwischenkieferbein und Unterkiefer sind mit einer Reihe mehrspitziger Schneidezähne besetzt, während es im Unterkiefer eine zusätzliche zweite Reihe kleiner, konischer Zähne gibt. Zusätzlich fehlt den Ziersalmlern die Stirn-Fontanelle. Einige Arten besitzen eine Fettflosse, bei anderen fehlt diese. Auch innerhalb derselben Art kann es diesen Unterschied geben.
Jede Art besitzt ein individuelles Zeichnungsmuster, dass auf ein, zwei oder drei dunklen Längsstreifen basiert: Einem Primärstreifen in der Körpermitte, einem Sekundärstreifen in der Rücken- und einem Tertiärstreifen in der Bauchregion. Die Tagfärbung unterscheidet sich bei fast allen Arten deutlich von der Nachtfärbung (Tarnfärbung). Die kontrastreichen Längsstreifen verschwinden dabei fast vollständig und werden durch ein Zeichnungsmuster aus Flecken oder Querbändern ersetzt.

## Verbreitung
Ziersalmler kommen in den Einzugsgebieten großer Ströme und Flüsse des tropischen Südamerikas vor, wie dem Amazonas, Rio Negro und oberen Orinoco. Das Verbreitungsgebiet umfasst die Staaten Brasilien, Venezuela, Kolumbien, Suriname, Guyana, Französisch-Guayana, Peru und Bolivien. Der Einbinden-Ziersalmler (Nannostomus unifasciatus) ist ein Neozoon in Trinidad und Tobago.

## Lebensweise
Ziersalmler sind ruhige, langsame Schwimmer und verhältnismäßig scheue Tiere. Sie bevorzugen tagsüber in den oberen und mittleren Wasserregionen zwischen Wurzeln und Pflanzen zu stehen und erst im Schutz der Dämmerung aktiv zu werden und auf Nahrungssuche zu gehen. Sie ernähren sich hauptsächlich von kleinsten Insekten, die auf die Wasseroberfläche fallen, und von Aufwuchs (Algen und die darin enthaltenen Kleinstorganismen). Auch wenn Ziersalmler keine Schwarmfische sind, leben sie in großen Sozialverbänden. Sie suchen dabei stets den Sichtkontakt zu ihren Artgenossen, halten diese aber gleichzeitig mit Hilfe von Drohgebärden und Scheinangriffen auf einer Individualdistanz.
Ziersalmler-Biotope sind in größeren Flüssen üblicherweise die strömungsarmen, flachen Uferzonen und Buchten, die dichte Wasserpflanzenbestände aufweisen und deren Oberfläche teilweise mit Schwimmpflanzen oder Schwimmblättern submerser Pflanzen bedeckt ist, sowie kleinere, verkrautete oder beschattete Fließgewässer mit geringer Strömung. Meist handelt es sich um Schwarzwasserflüsse, seltener Klarwasserflüsse oder Mischformen aus Schwarz- und Klarwasser. Wasserhärte und Leitfähigkeit sind fast ausnahmslos äußerst gering und zeigen eine sehr saure Reaktion (pH-Werte bis unter 4). Die Wassertemperatur liegt meist um 24 °C, kann gelegentlich aber auch auf über 30 °C ansteigen.

## Systematik
M. Weitzman & S. H. Weitzman ordneten 2003 der Gattung Nannostomus 16 Arten zu. 2009, 2011 und 2013 wurden durch A. Zarske drei weitere Arten beschrieben.  Weitere noch unbeschriebene Arten sind bekannt.
Die vorzugsweise schräg schwimmenden Spitzmaul-Ziersalmler (Nannostomus eques) und Einbinden-Ziersalmler (Nannostomus unifasciatus) wurden früher in der Gattung Nannobrycon geführt.
- Nannostomus anduzei Fernandez & Weitzman, 1987

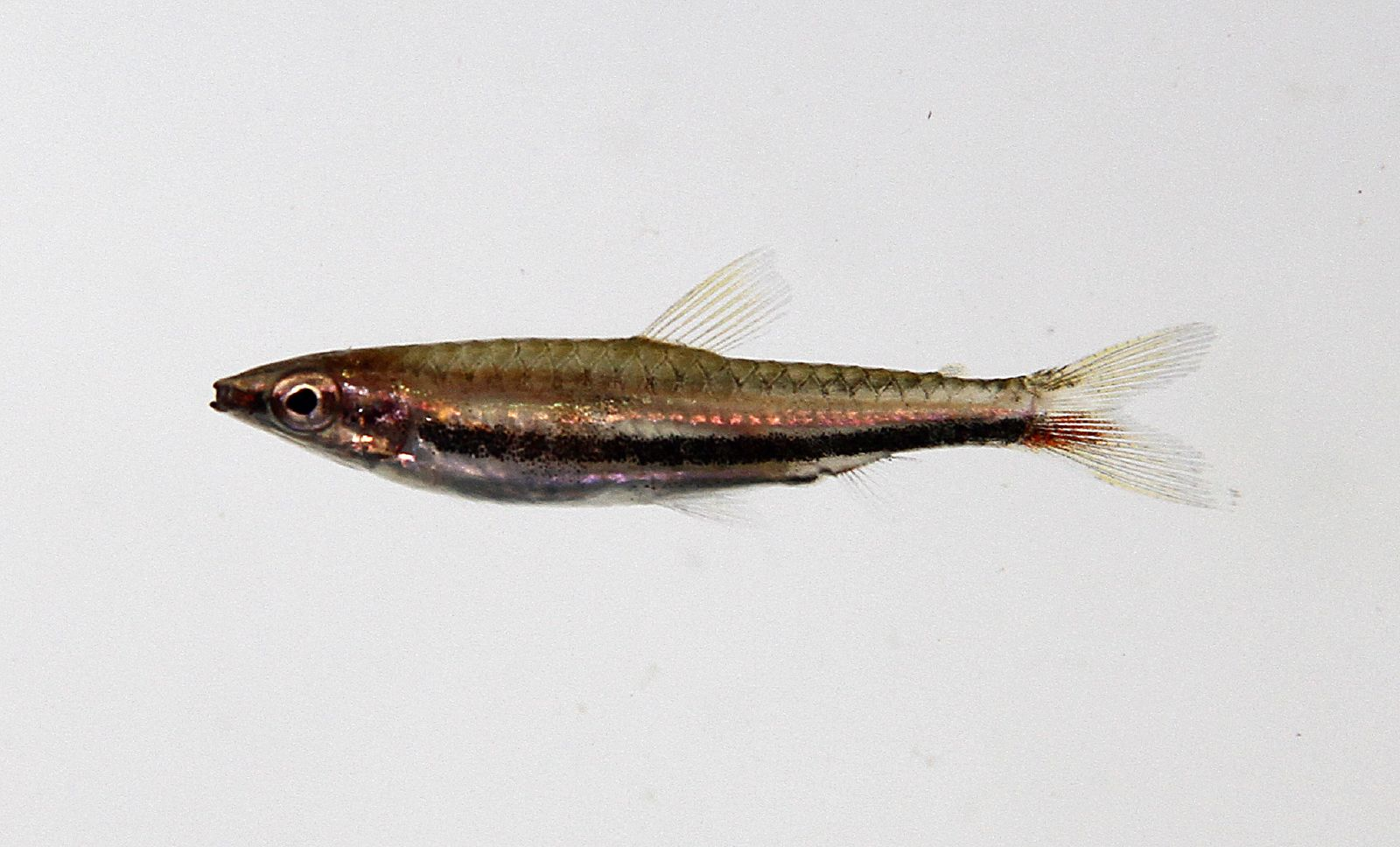
Marylins Ziersalmler
(Nannostomus marilynae)

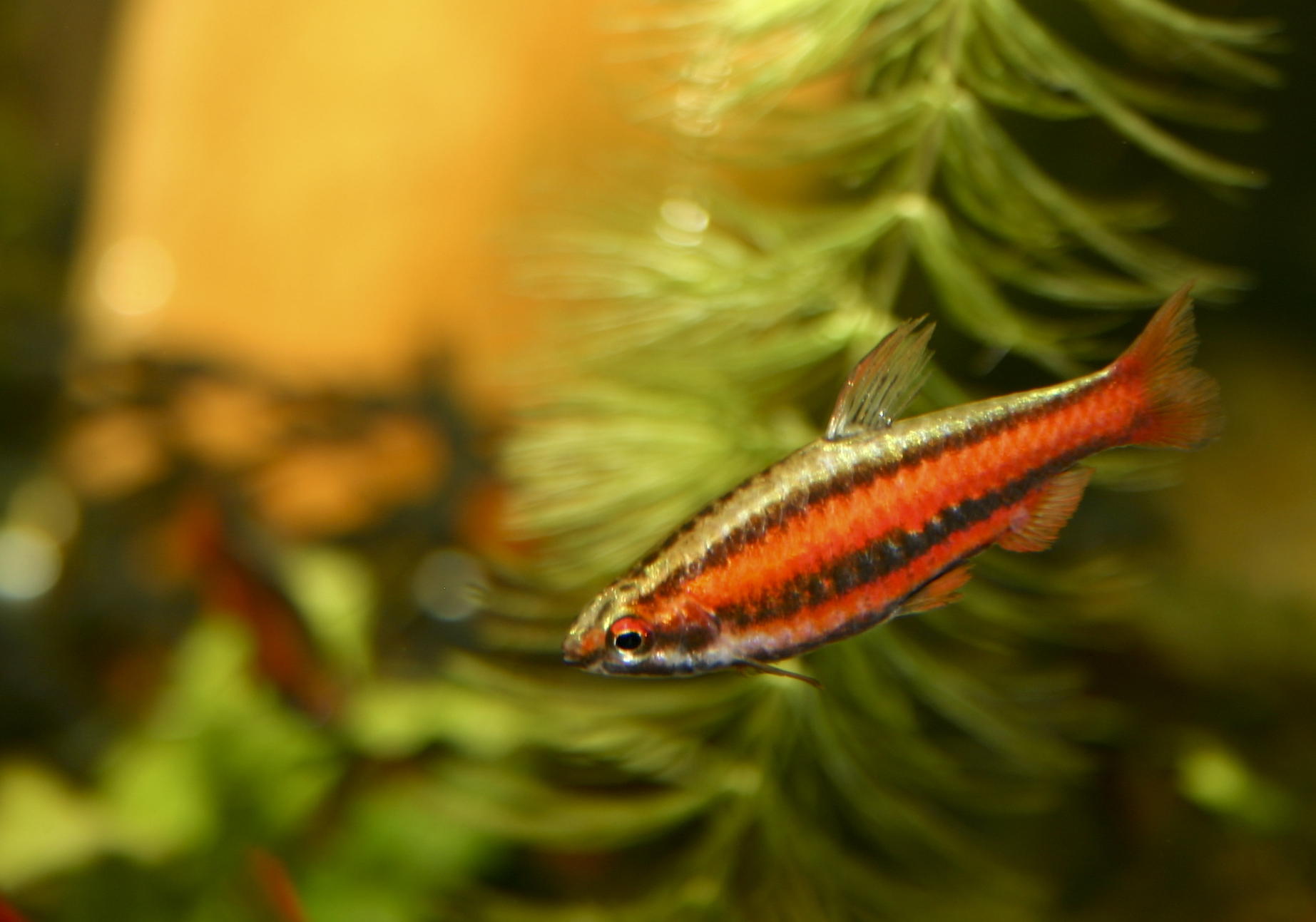
Purpurziersalmler
(Nannostomus mortenthaleri)

- Längsbandziersalmler (Nannostomus beckfordi) Günther, 1872
- Zweiband-Ziersalmler (Nannostomus bifasciatus) Hoedeman, 1954
- Nannostomus britskii Weitzman, 1978
- Zweistreifen-Ziersalmler (Nannostomus digrammus) (Fowler, 1913)
- Spitzmaul-Ziersalmler (Nannostomus eques) Steindachner, 1876
- Espes Ziersalmler (Nannostomus espei) (Meinken, 1956)
- Nannostomus grandis Zarske, 2011[2]
- Goldbinden-Ziersalmler (Nannostomus harrisoni) (Eigenmann, 1909)
- Nannostomus limatus Weitzman, 1978
- Zwergziersalmler (Nannostomus marginatus) Eigenmann, 1909
- Marylins Ziersalmler (Nannostomus marilynae) Weitzman & Cobb, 1975
- Kleiner Ziersalmler (Nannostomus minimus) Eigenmann, 1909
- Purpurziersalmler (Nannostomus mortenthaleri) Paepke & Arendt, 2001
- Schmuck-Ziersalmler (Nannostomus nitidus) Weitzman, 1978
- Nannostomus nigrotaeniatus Zarske, 2013[4]
- Nannostomus rubrocaudatus Zarske, 2009[3]
- Dreibinden-Ziersalmler (Nannostomus trifasciatus) Steindachner, 1876
- Einbinden-Ziersalmler (Nannostomus unifasciatus) Steindachner, 1876